# Evil Woman (film)
Evil Woman is een Amerikaanse komediefilm uit 2001 die is geregisseerd door Dennis Dugan. De hoofdrollen worden vertolkt door Steve Zahn, Jack Black, Jason Biggs, Amanda Peet, Amanda Detmer en R. Lee Ermey. Muzikanten Neil Diamond en Kyle Gass hebben een cameo.
In Noord-Amerika kreeg de film de titel Saving Silverman.

## Verhaal
Darren Silverman, Wayne Lefessier en J.D. McNugent zijn elkaars beste vrienden sinds de basisschool en fans van Neil Diamond. Ze spelen samen in de coverband Diamonds in the Rough. Na een optreden maakt Darren kennis met de knappe maar dominante psychologe Judith Fessbeggler. De twee krijgen een relatie. Darren begint echter steeds meer te veranderen onder invloed van Judith. Na een bezoek van de twee aan Darrens vrienden is voor Judith de maat vol, ze verbiedt Darren nog naar zijn vrienden te gaan. Voor Wayne en J.D. is de maat vol, ze proberen haar zwart te maken en later te ontvoeren om de relatie te verbreken.

## Rolverdeling
| Acteur        | Personage          |
| ------------- | ------------------ |
| Jason Biggs   | Darren Silverman   |
| Steve Zahn    | Wayne Lefessier    |
| Jack Black    | J.D. McNugent      |
| Amanda Peet   | Judith Fessbeggler |
| Amanda Detmer | Sandy Perkus       |
| R. Lee Ermey  | Coach Norton       |
| Neil Diamond  | Zichzelf           |
| Kyle Gass     | Barman             |

## Trivia
- Het motto van coach Norton, "If you can dream it, you can do it" ("Als je het kunt dromen, dan kun je het doen"), is in werkelijkheid een uitspraak van Walt Disney.
- Met de computer werd een onderbroek aan een scène met Steve Zahn toegevoegd omdat de film anders niet door de bioscoopkeuring zou komen.